# 汐浜運河

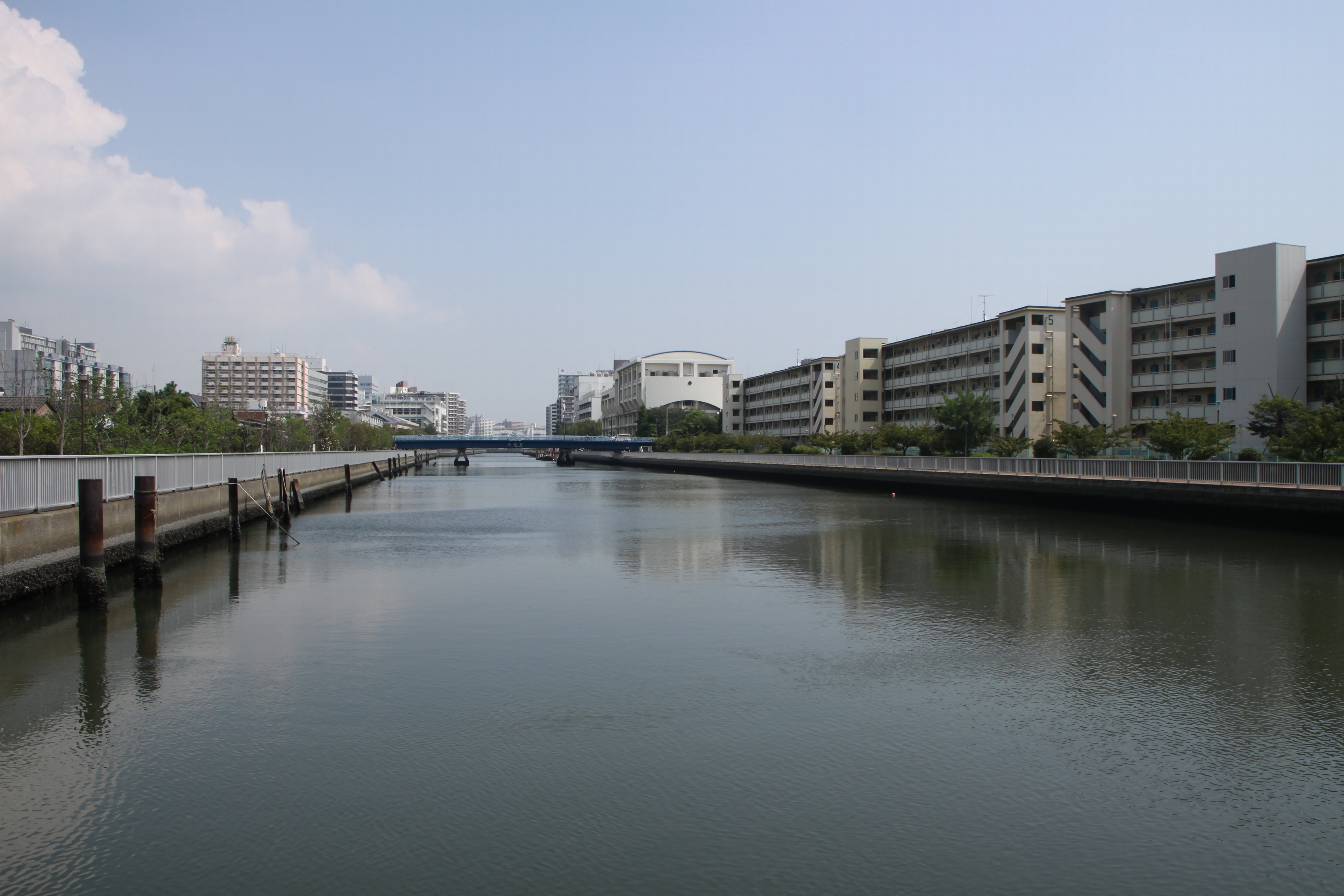
汐浜運河

汐浜運河（しおはまうんが）は、東京都江東区の越中島、古石場、木場、東雲、塩浜を流れる運河である。高潮対策として1.2kmの遊歩道が整備されハクモクレンが植えられている。

## 橋梁
- 浜園橋
- 雲雀橋
- 汐浜橋（三ツ目通り、首都高速9号深川線）
- 南開橋
- 東陽橋
- 新砂橋

## 周辺施設
- 江東区立深川第八中学校
- 東京保健医療専門職大学
- 深川ギャザリア
- 深川車両基地